# Erasmus van Formia

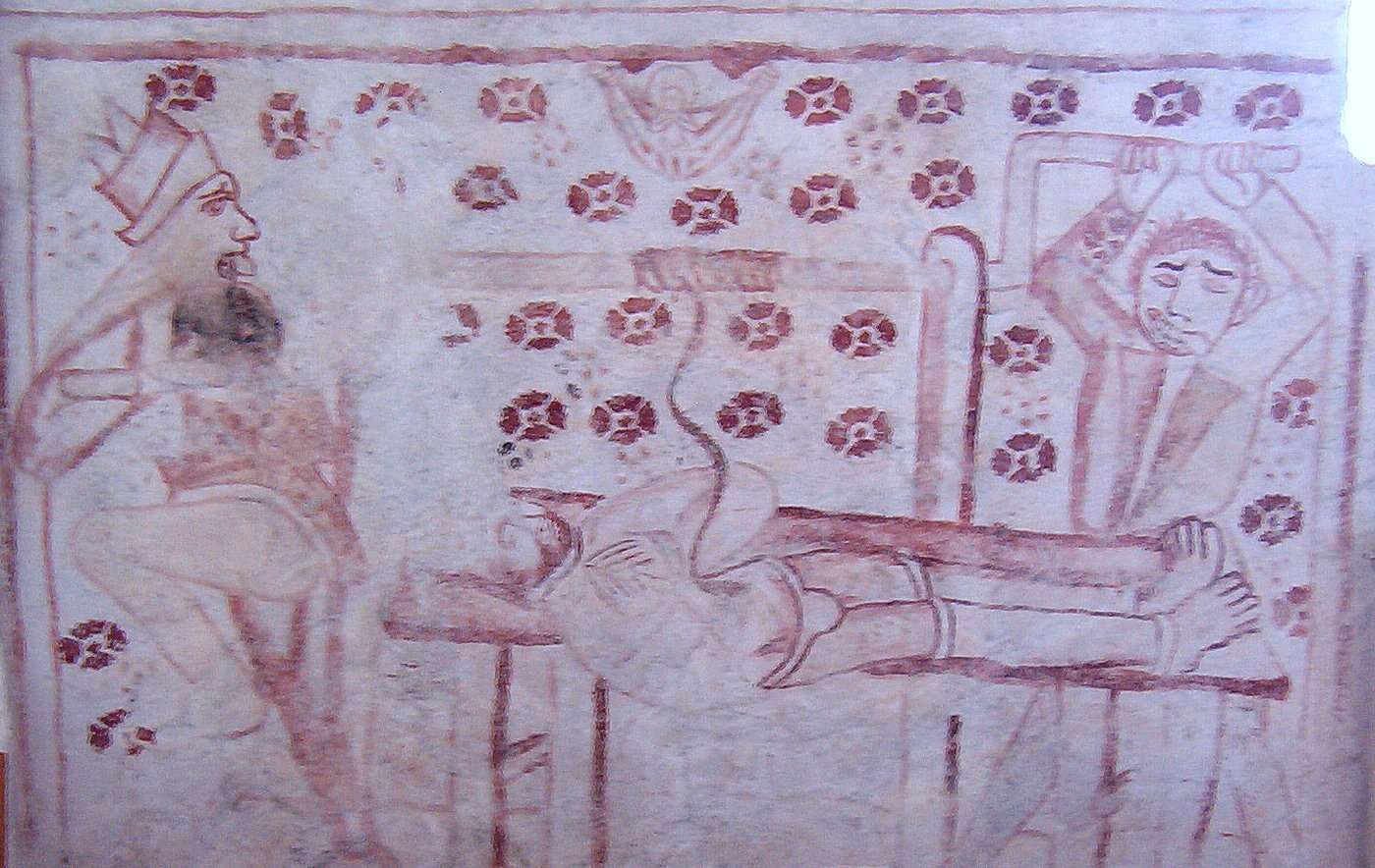
Een fresco voorstellende de ontdarming van Erasmus

Erasmus van Formiae of Sint-Erasmus' en ook Sint-Elmo (Antiochië, ca. 240 – Formia, 303), was een bisschop in Italië en stierf als martelaar voor zijn geloof. Zijn naamdag is 2 juni.
Zijn naam is in de loop der eeuwen door Italiaanse en Spaanse zeelui verbasterd tot vormen als Eramo, Ermo, Elmo of Elmus.

## Biografie
Over het leven van Erasmus is weinig met zekerheid bekend. Wel zijn er veel legenden, die mogelijk tot de 6e eeuw mondeling werden doorgegeven. Er zijn geen oudere geschriften met zekerheid bekend.
Zijn geboortegrond lag in het huidige Syrië. De christenvervolging onder keizer Diocletianus dwong hem echter te vluchten naar de berg Libanon, waar hij meer dan zeven jaar op een hoge top zou hebben gewoond. Een raaf zou hem daar dagelijks van voedsel hebben voorzien. De legende wil dat een engel hem bezocht met de boodschap naar huis terug te keren, hetgeen hij deed. In Antiochië werd hij direct gevangengenomen en gefolterd. Weer wist hij te ontvluchten, ditmaal naar Italië. De reis ging over zee, er kwam storm opzetten, blauwe vuurtongen dansten reeds over het schip, maar Erasmus spreidde zijn armen en het onweer ging liggen, een wonder! Die gebeurtenis maakte de matrozen tot zijn eeuwige bewonderaars. Hij zou zijn prediking hebben voortgezet in Campanië, en de laatste zeven jaren van zijn lange leven in Formia, waar zijn beulen hem ten slotte achterhaalden.

## Zijn marteldood

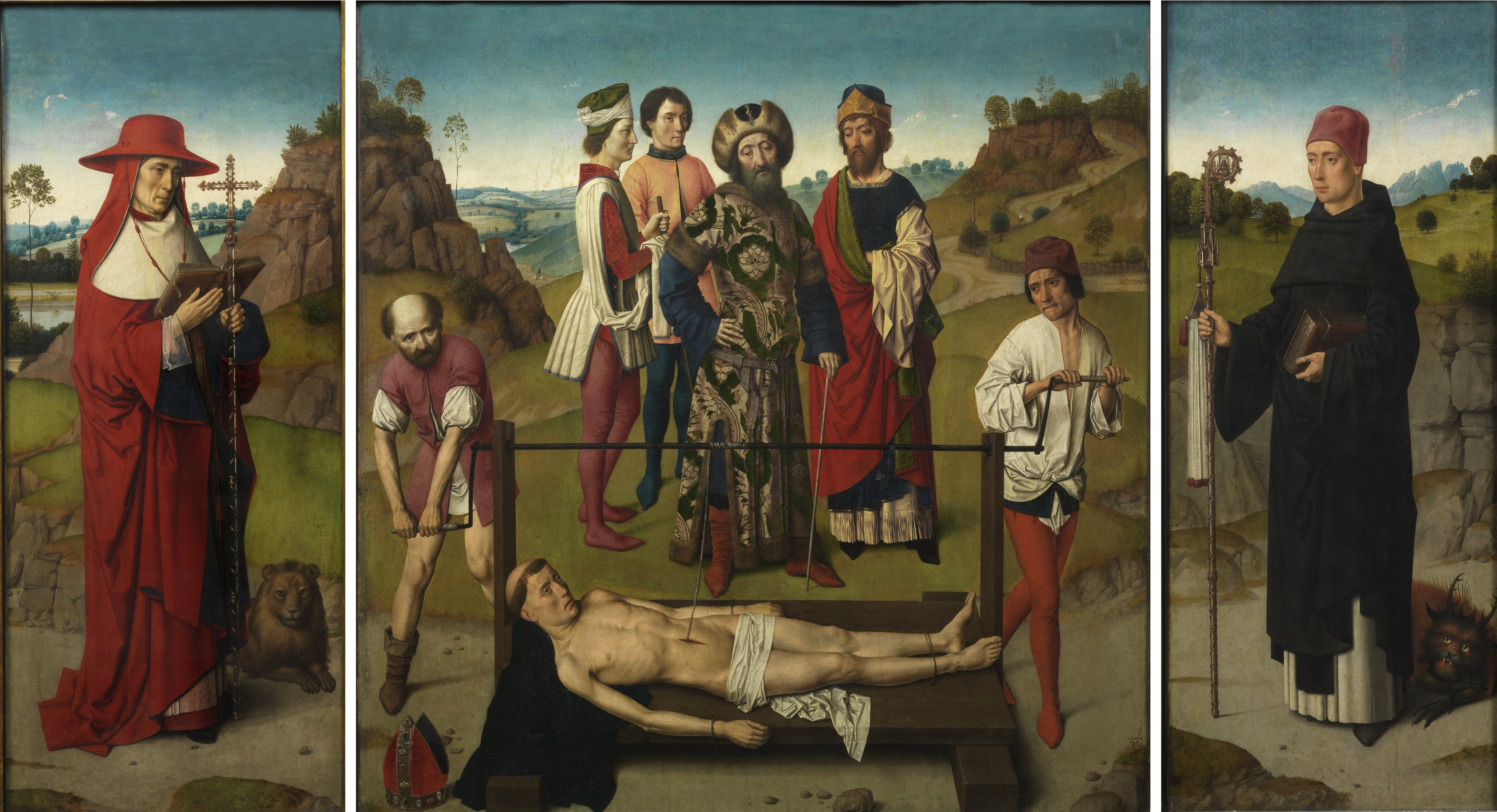
Dirk Bouts, Triptiek met het martelaarschap van de heilige Erasmus, ca. 1450-1460, Sint-Pieterskerk, Leuven

De heilige Erasmus werd berecht en doodgefolterd. De aard van de marteling is echter niet beschreven in de literatuur. In de kunst daarentegen wordt de marteling vaak als volgt uitgebeeld: zijn beulen bonden hem op de pijnbank en sneden zijn buik open. Met een windas werden zijn dunne en dikke darm langzaam uit zijn buik gedraaid. Dit komt hoogstwaarschijnlijk door een foute interpretatie van een van Erasmus' attributen. Een van de attributen was immers een windas, zoals ze in havens gebruiken. Uiteindelijk werd dit attribuut door kunstenaars geïnterpreteerd als zijnde het marteltuig en is er een traditie ontstaan van Erasmus af te beelden terwijl de darmen uit zijn buik gehaald worden door een windas.
Zijn beenderen zijn de 9e eeuw overgebracht naar Gaeta, waar ze tot de dag van vandaag in de kathedraal worden bewaard.

## Invloed
Zeelieden vereren hem als hun beschermheilige, maar hij is ook de patroon van touwslagers, wevers, kunstdraaiers en niet in de laatste plaats huisdieren. Na de introductie van buskruit in Europa hebben ook makers van vuurwapens en andere explosieven hem als schutspatroon aangeroepen. Zijn verering zou helpen tegen met name buikpijnen, maagkwalen, kolieken, krampen en veeziekten. Erasmus wordt sinds de 14e eeuw genoemd als een van de veertien zogeheten Noodhelpers.
Zijn leven en uiteindelijk lot zijn door de eeuwen op talloze manieren uitgebeeld. In de beeldende kunst wordt hij traditioneel afgebeeld met bisschopsstaf en mijter, zijn vaste attributen, of als martelaar. Een triptiek getiteld Het martelaarschap van de Heilige Erasmus, in de 15e eeuw geschilderd door Dirk Bouts van Haarlem, hangt in de Sint-Pieterskerk te Leuven.
Het elektrische verschijnsel sint-elmsvuur of sint-elmusvuur is genoemd naar de Heilige Erasmus.
De 16e-eeuwse humanist Desiderius Erasmus is naar Erasmus van Formiae genoemd.